# Церковь Каарли
Це́рковь Ка́арли (эст. Tallinna Kaarli kirik) — одно из крупнейших культовых сооружений Эстонии, вместимость составляет около 1500 сидячих мест. Расположена в Таллине на холме Тынисмяги (улица Тоомпеа, 10). Памятник архитектуры. Для христиан лютеранского вероисповедания, живущих в Таллине, выполняет роль кафедрального собора.

## История
Первое, деревянное, здание церкви Каарли было построено в 1670 году на месте часовни Святого Антония, уничтоженной, вероятно, около 1570—1571 годов или в 1577 году в ходе Ливонской войны.
Название Каарли было дано в честь царствующего монарха — шведского короля Карла XI. Церковь была приходской для эстонцев и финнов, живших на Вышгороде и форштадте и входивших в организованный около 1630 года приход. До постройки церкви служба вновь организованного прихода велась в одном из помещений на Вышгороде.
Первое здание церкви сгорело вместе с другими постройками форштадта во время Северной войны в августе 1710 года при подступлении к Таллину русских войск. В 1739 году последний пастор прихода перебрался на жительство в Раквере — и приход окончательно распался.
К середине XIX века церковь Пюхавайму перестала вмещать всех прихожан-эстонцев, и потребовалось строительство нового, более вместительного здания, для эстонского прихода. В 1850 году был начат сбор средств на строительство новой церкви. Большой денежный вклад был внесён эстляндским рыцарством. Земельный участок и часть строительных материалов были подарены олдерманом (старейшиной) Домской гильдии Хансом Фальком (1791—1874). Строительство по проекту архитектора Отто Гиппиуса началось в 1862 году. Проектирование крыш было поручено Р. Б. Бернгарду. Работы производил архитектор Р. Кнюпфер.
Несмотря на то, что башни церкви были закончены только в 1882 году, а окончательная отделка не завершена вовсе, храм был освящен в 1872 году. В 1909 году в фасад над главным входом были вмонтировали часы германской работы. Роспись церкви выполнил в июле 1879 года Йохан Кёлер (первая эстонская фреска «Придите ко мне»), трехчастная композиция нижней части алтаря написана Салли фон Кюгельгеном в 1889 году. Самая крупная из люстр подарена Георгом фон Мейендорфом. Первый орган церкви был изготовлен Густавом Норманном, современный создан в 1923 году фирмой «Валкер» (81 регистр, крупнейший в Эстонии). Старейший из колоколов церкви отлит в 1696 году в Стокгольме.

### Приходское кладбище
Приход имеет участок на кладбище Рахумяэ, кладбищенская часовня построена в 1911—1913 годах в едином с Каарловской церковью стиле инженером Антоном Уэссоном.